# Gillarrivier
De Gillarrivier (Gillarjohka) is een rivier die stroomt in de Zweedse gemeente Kiruna. De rivier krijgt haar water op de berghelling van de 861 meter hoge berg Gillaroaivi. De rivier stroomt naar het noorden, keert dan ineens zuidwestwaarts en mondt uit in het Vutnesjmeer. Ze is ongeveer 7 kilometer lang.
Afwatering: Gillarrivier → Vutnesj-jåkka → Råstrivier → Lainiorivier → Torne → Botnische Golf